# Николай Колев – Босия
Вижте пояснителната страница за други личности с името Николай Колев.
Николай Ганчев Колев, известен с прякора Босия, е български дисидент, поет и журналист. Създател на първия независим синдикат в България и председател на Независимото дружество за защита правата на човека (юни 1990 – юли 1992). Получава прякора си Босия, защото през зимата и лятото не е носел чорапи.

## Биография
Роден е на 4 май 1951 г. в Стара Загора. През 1969 г. завършва Руската езикова гимназия в родният си град, след което следва руска филология в Софийския университет „Св. Климент Охридски“, но в четвърти курс се отказва по собствено желание.
През 1975 г. постъпва като стажант-актьор в Държавния куклен театър в Стара Загора. На следващата година обаче прекъсва работата си там и става заварчик, хамалин и строител. В театъра се завръща през 1978 г., вече като асистент-режисьор, и остава там до 1981 г., когато е назначен за репортер в БНР – Стара Загора. По-късно работи като апаратчик в химкомбината в родния му град и дърводелец.
Преди 10 ноември 1989 г. е лежал няколко пъти в Старозагорския и Софийския затвори, заради изказвания против комунистическата власт. Оттогава датират първите му гладни стачки.
Николай Колев – Босия създава първия независим синдикат в страната – „Подкрепа“, но по-късно го напуска и става председател на Независимото дружество за защита правата на човека (юни 1990 – юли 1992).
В периода от 1989 до 1997 г. Колев работи като журналист на свободна практика, след което се занимава с реклама, литература и обществена дейност.

### Протести и стачки
Николай Колев – Босия е активен на протестите през 2012 и 2013 г. Протестира и срещу избора на Сотир Цацаров за главен прокурор.
В средата на месец юни през 2018 г. Николай Колев обявява гладна стачка. Тя продължава 81 дни. Стачката е с искане за оставката на транспортния министър по това време Ивайло Московски, след като при катастрофа в Своге загиват 16 души. Той се обявява срещу корупционните схеми при издаването на шофьорски книжки, което е и една от причините за катастрофите по пътищата. На 25 юли 2018 г. е приет в Правителствена болница за преглед.

### Смърт
Умира на 29 август 2023 г. Опелото му се състои на 1 септември в черквата „Св. Седмочисленици“ в София, на което присъстват негови приятели, близки, съмишленици и опоненти.